# Rugby à XV en Algérie
Le rugby à XV est un sport mineur en Algérie. Les Algériens vouent une véritable passion pour le football, discipline dans laquelle ils ont évolué au plus haut niveau mondial pendant de nombreuses années. Internationalement, l'Algérie est particulièrement performante en athlétisme et en handball.
Il faut noter 2 périodes du rugby algérien : celle d'avant 1962, où ce sport était populaire, puis la période des années 1990/2000, où il renaît progressivement après une quasi-absence de la scène sportive pendant 35 ans.
Le rugby algérien se développe rapidement depuis peu. Outre le football, véritable passion nationale, il fait sans doute partie des autres disciplines les plus populaires.
L'équipe d'Algérie n'a jamais participé à la phase finale de Coupe du monde de rugby. Elle est considérée comme une équipe débutante, pas encore admise dans la troisième division selon le classement actuel établi par World Rugby (ex-IRB).

## Histoire

### Période coloniale
Durant la période française de l'Algérie, le rugby à XV s'est développé à travers la communauté Pieds-noirs (Français d'ascendance européenne) dans les principales villes : Guelma, Oran, Alger, Annaba. Des clubs omnisports ont créé leur section rugby comme le Ridja, l’Union sportive madinet Maison-Carrée (USMMC), l’Avant-garde Vie au Grand Air (AGVGA), l’ES Guelma ou le Stade oranais (ancien club colonial).
Le rugby a connu ses moments de gloire sachant que plusieurs joueurs ont pu accomplir de belles carrières pour s’offrir des contrats professionnels à l’étranger, plus précisément en France. Mais la discipline a disparu après l’indépendance de l'Algérie et n’a pas pu se développer au-delà de la génération de 1960, faute de plusieurs éléments.

### Après l'indépendance
Le CCRA (Comité des clubs de rugby algériens) a été mis sur pied pour relancer la discipline. L’absence d’infrastructures, de moyens et d’écoles, seules à même de garantir une relance et un développement de ce sport peuvent constituer un frein à toutes les initiatives, mais des actions sont entreprises.
Courant 2015, l'Algérie va enfin se doter d'une fédération. Le 3 janvier 2015, le journal L'Équipe annonce la création de l'Association nationale du rugby algérien, destinée à devenir la Fédération algérienne de rugby : cela fait suite à environ huit ans d'échanges entre le Ministère des Sports et le Comité olympique algérien. Les ambitions sont élevées puisque les objectifs sont de participer à la Coupe du monde de rugby à XV 2019.

### Institution dirigeante
Avant officialisation de la fédération algérienne de rugby, un comité qui rassemble tous les responsables des 12 clubs créés à ce jour, organise et gère ce sport. Le président de l'Association Nationale du Rugby Algérien est Sofiane Abdelkader Benhassen, celui qui avait créé le club du Stade oranais, premier club de rugby en Algérie depuis l'indépendance.

### Création de la fédération
Le 17 novembre 2015, la fédération est créée à Alger lors d'une assemblée générale constitutive présidée par Mustapha Larfaoui, président d'honneur du Comité olympique et sportif algérien et en présence de 18 clubs représentants 16 wilayas. Sofiane Benhassen est élu à cette occasion premier président de la fédération.
La Fédération algérienne annonce le 3 décembre 2016 son intégration officielle au sein de Rugby Afrique, fédération régionale du continent africain. Le 12 mai 2021, elle acquiert le statut de membre permanent auprès de World Rugby, après deux années avec le statut temporaire de membre associé.

## Compétitions

### Tri-nations maghrébin
En décembre 2016, la Fédération algérienne de rugby en collaboration avec Rugby Afrique organise la première édition d'un Tri-nations maghrébin regroupant l'Algérie, la Tunisie et le Maroc. Après validation de la part de World Rugby, l'événement a lieu à Oran, en Algérie,.

## Équipe nationale
L'équipe d'Algérie de rugby à XV réunit une sélection des meilleurs joueurs algériens de rugby à XV et débute sur la scène internationale le 27 février 2007. Elle n'apparaît pas dans le classement IRB des équipes nationales et n'a pas encore disputé de rencontre officielle.
Le premier match de l'équipe algérienne de rugby a eu lieu à Tunis, 24 février 2007. Pour sa première sortie, le 15 national a battu la Tunisie à Nabeul 8 à 7 avec un essai de Samir Khamouche jouant à Castres et une pénalité de Nadir Boukaloua jouant au Lyon OU à Lyon et ont réussi à s’imposer par 20 points à 17 face aux espoirs du Stade français au stade Villeneuve de la commune de Clichy-La Garenne, département des Hauts-de-Seine.
Le XV algérien est composé de joueurs issus du championnat de France, de jeunes espoirs pour la plupart encadrés par des anciens de l'élite.
Dans un futur proche intégration de joueurs issus de la formation locale.